# Île Wilton
Pour les articles homonymes, voir Wilton.
L'île Wilton (en russe : Остров Уилтона) est un îlot de la terre François-Joseph, en Russie.

## Géographie
Située à proximité de la côte nord-est de l'île Nansen dont elle est séparée par 1 km, de forme arrondie pour une circonférence d'un peu moins de 2 km, elle culmine à 255 m d'altitude.

## Histoire
Elle a été nommée en l'honneur de l'explorateur David W. Wilton, membre de l'expédition de Frederick George Jackson (1894-1897).